# Hergolshausen
Hergolshausen ist ein Gemeindeteil der Gemeinde Waigolshausen im unterfränkischen Landkreis Schweinfurt in Bayern.

## Geografische Lage
Das Pfarrdorf liegt im Nordosten des Waigolshäuser Gemeindegebietes. Weiter nördlich beginnt mit dem Gemeindeteil Garstadt das Gebiet der Gemeinde Bergrheinfeld. Im Osten fließt der Main am Dorf vorbei, um den dort mehrere Seen liegen. Auf der anderen Mainseite liegt Röthlein-Heidenfeld. Der Süden wird von Theilheim eingenommen, mit dem Hergolshausen über die Staatsstraße 2270 verbunden ist. Im Westen befindet sich Waigolshausen.

## Geschichte
Die Stelle, an der heute Hergolshausen liegt, ist bereits seit vor- und frühgeschichtlicher Zeit besiedelt. Bereits in der Altsteinzeit siedelten dort Menschen, was Lesefunde auf den Äckern um das Dorf belegen. Der Ortsname ist deutlich jünger und verweist auf einen, wohl fränkischen, Adeligen mit Namen Herigolt. Vielleicht existierte dort ein paganes Heiligtum. Deshalb kann man den Namen mit zu den Häusern des Herigolt übersetzen.
Erstmals urkundlich fassbar wurde Hergolshausen wohl bereits im Jahr 750. Damals übergab der Adelige Ernest sein Dorf „Herigolteshusen“ an die aufsteigende Benediktinerabtei Fulda. Neuerlich genannt wurde der Ort im Jahr 802. Das Kloster konnte seinen Einfluss durch Schenkungen in den Jahren 837 und 838 weiter ausbauen. Wahrscheinlich zog sich das Kloster im Laufe des 11. Jahrhunderts aus dem Maingebiet zurück, nun wurden fränkische Adelsgeschlechter, die bisher die Klosterbesitzungen verwaltet hatten, die neuen Herren.
Im 13. Jahrhundert existierte in Hergolshausen ein eigener Ortsadel, der sich nach dem Dorf benannte. Zugleich hatten auch andere Familien dort Besitz, darunter die Herren von Rorbeck, die Grafen zu Castell und die Herren von Thüngen. Die Zersplitterung der dörflichen Rechte spitzte sich im Laufe der Zeit weiter zu. Das Hochstift Würzburg versuchte ebenso Einfluss zu bekommen, wie die Klöster Heidenfeld, Himmelspforten, Frauenroth und Heiligenthal, sowie mehrere Würzburger Konvente und andere Rechtsträger des Mittelalters.
Erst mit dem Jahr 1338 gelangte die Zehnt Hergolshausen in ihrer Gesamtheit an das Würzburger Domkapitel. Damit stieg der Würzburger Fürstbischof zum wichtigsten Grund- und Gerichtsherren im Ort auf. Hergolshausen wurde der Zent Werneck zugeordnet. Kurze Zeit später, 1368, wurde das Gotteshaus Pfarrkirche. Im Bauernkrieg verwüsteten Truppen des Schwäbischen Bundes den Ort. Auch der Dreißigjährige Krieg brachte Leid und Zerstörung über das Dorf, so lagen 1645 noch die meisten Höfe in Trümmern.
Nach der Auflösung des Hochstifts Würzburg zu Beginn des 19. Jahrhunderts gelangte Hergolshausen zu Bayern. Nach einer Zwischenzeit im Großherzogtum Würzburg wurde es 1814 endgültig bayerisch. Im Zweiten Weltkrieg wurde dem Ort die Nähe zur Industriestadt Schweinfurt zum Verhängnis. In der Nacht vom 24. auf den 25. Februar 1944 zerstörten amerikanische Flieger 70 % des Dorfes. Im Jahr 1978 wurde Hergolshausen nach Waigolshausen eingemeindet.

## Kultur und Sehenswürdigkeiten

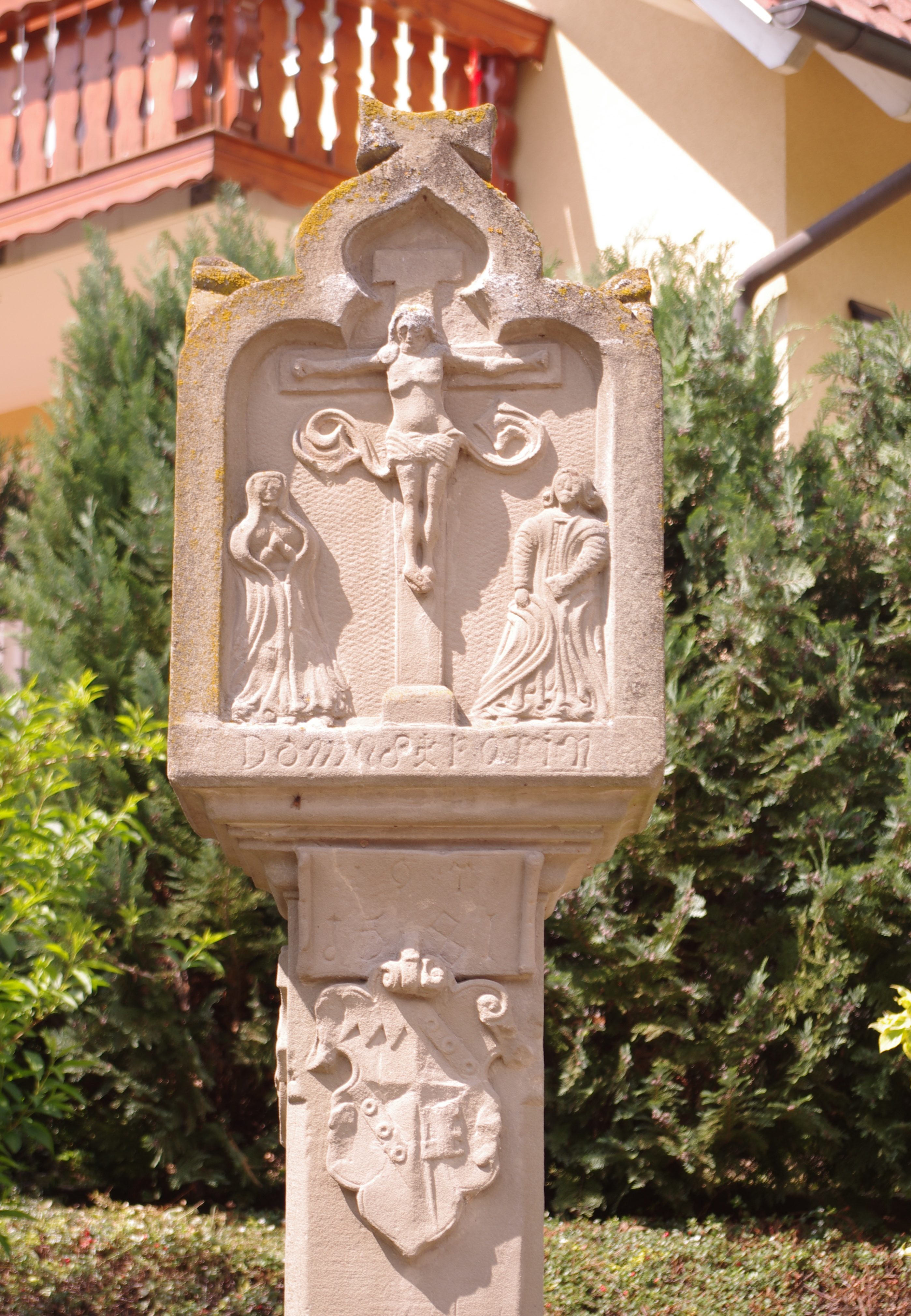
Ein monolithischer Bildstock der Gegenreformation

### Baudenkmäler
Den Mittelpunkt des Ortes bildet die katholische Pfarrkirche St. Peter und Paul. Von einem Vorgängerbau aus dem Mittelalter wurde der Turm übernommen, allerdings erhöhte man diesen im Jahr 1709 auf die heutigen 48 m. Das Langhaus entstammt dagegen dem Historismus und wurde im Stil der Neugotik 1870/1871 geschaffen. Im Inneren wird die Kirche auch von der Neugotik des 19. Jahrhunderts geprägt. Bedeutende Künstler wie Franz Wilhelm Driesler und der Würzburger Kunstschreiner Adam Barth schufen die Ausstattung.
Hergolshausen wird von vielen Bildstöcken geprägt. Die christlichen Kleindenkmäler gehen meist auf private Stiftungen zurück und sind Symbole für die Volksfrömmigkeit vergangener Jahrhunderte in Franken. Besonders viele Bildstöcke haben sich aus dem 16. und 17. Jahrhundert erhalten. Sie entstanden während der sogenannten Gegenreformation, als sich die Würzburger Fürstbischöfe um eine Rekatholisierung der lutherisch gewordenen Bevölkerung bemühten. Der Bildstockbestand im Ort ist allerdings vom Verfall bedroht.

### Hergolshäuser Musikanten
Seit 1973 besteht in Hergolshausen ein Musikverein. Nachdem die ersten Musikproben in eigener Regie, oft durch den späteren Ehrenvorstand Heinrich Kremling gehalten wurden, entschloss sich der Verein, einen Berufsmusiker der DDR, Georg Frick, für das Amt des Dirigenten zu verpflichten. Unter seiner Leitung gelang es dem Musikverein Hergolshausen, junge Leute an die Musik heranzuführen. Die Hergolshäuser Musikanten gewannen mehrere Preise und sind weltweit auf Tour.

## Weinbau
Hergolshausen ist heute Weinbauort im Anbaugebiet Franken. Eine Weinlage existiert um das Dorf, der Wein wird seit den 1970er Jahren unter dem Namen Hergolshäuser bzw. Theilheimer Mainleite vermarktet. Hergolshausen ist Teil des Bereichs Volkacher Mainschleife, bis 2017 waren die Winzer im Bereich Maindreieck zusammengefasst. Die Muschelkalkböden um Hergolshausen eignen sich ebenso für den Anbau von Wein wie die Lage in der Maingauklimazone, die zu den wärmsten Deutschlands gehört. 

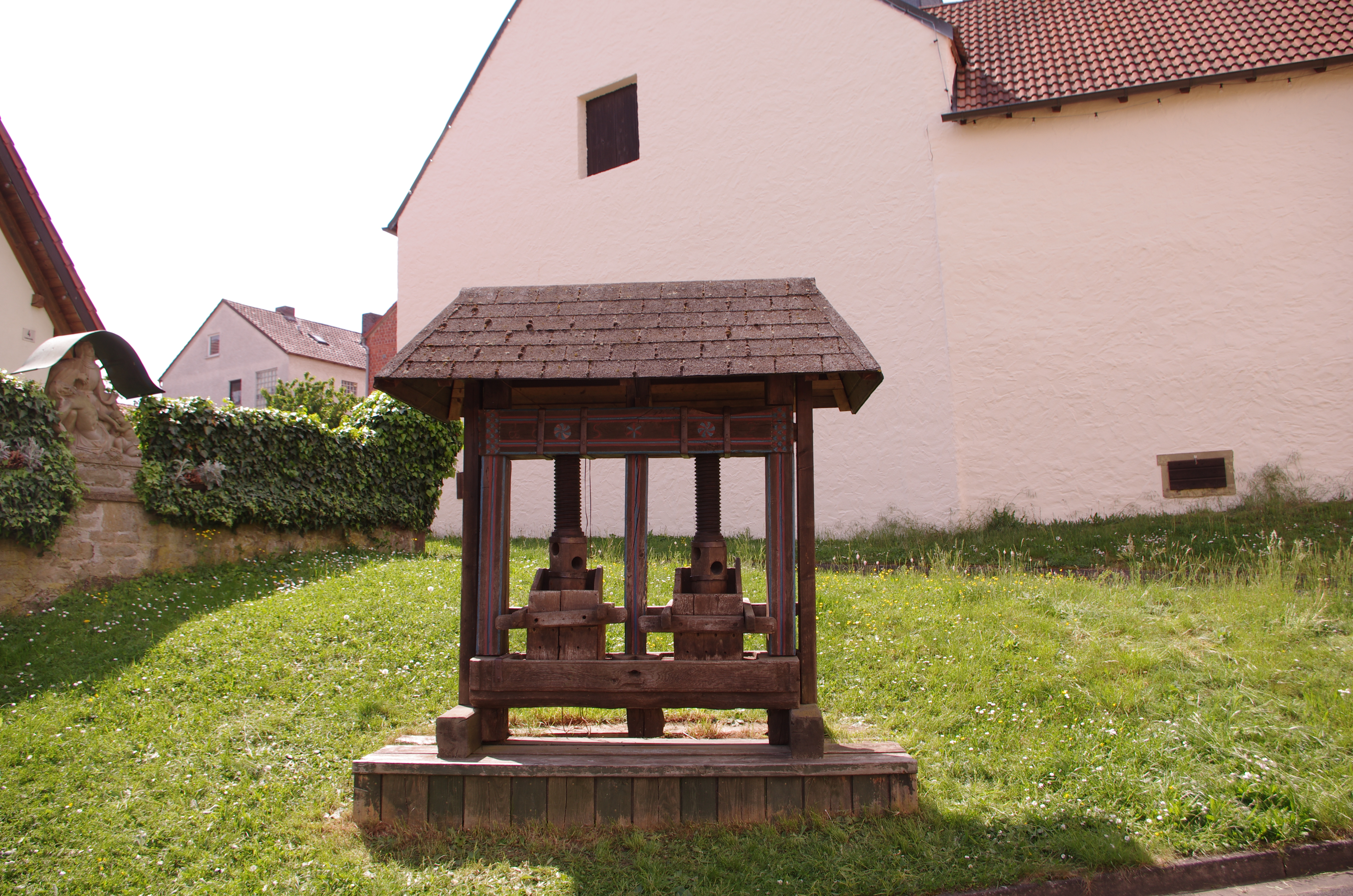
Die Kelter im Ortskern verweist auf die Weinbautradition

Bereits seit dem Frühmittelalter betreiben die Menschen um Hergolshausen Weinbau. Die fränkischen Siedler brachten wohl im 7. Jahrhundert die Rebe mit an den Main. Im Mittelalter gehörte die Region zum größten zusammenhängenden Weinbaugebiet im Heiligen Römischen Reich. Im 11. Jahrhundert besaß das Kloster Himmelspforten Weinberge um Hergolshausen. Die Menschen betrieben zumeist Nebenerwerbsweinbau zur Selbstversorgung, gleichzeitig bildeten sich bereits Exportzentren insbesondere entlang des Maines heraus.
Der Weinbau erlebte nach der Säkularisation zu Beginn des 19. Jahrhunderts einen umfassenden Niedergang. Vor allem klimatisch weniger begünstige Lagen gab man vollständig auf. Zusätzlich erschwerte das Aufkommen von Schädlingen wie der Reblaus den Anbau. So verschwand auch der Wein um Hergolshausen nahezu vollständig. Konsolidieren konnte sich die Weinbauregion Franken erst wieder in der zweiten Hälfte des 20. Jahrhunderts. Der Einsatz von Düngern und verbesserte Anbaumethoden hatten dazu ebenso beigetragen wie die Organisation in Genossenschaften und die Flurbereinigung der 1970er Jahre.
Anders als in den größeren Weinorten an der Volkacher Mainschleife verzichtete man in Hergolshausen auf die Flurbereinigung, weil der Weinbau dort nicht Hauptwirtschaftszweig der Bevölkerung ist. Deshalb prägen von Hecken und Sträuchern begrenzte, kleinere Rebflächen das Landschaftsbild um den Ort. Daneben haben sich noch die typischen Weinbergshäuschen erhalten. Anfang August findet das Hergolshäuser Straßenweinfest statt. In Anlehnung an die reiche Weinbaugeschichte des Ortes wurde eine alte Kelter am Dorfplatz aufgestellt.
| Weinlage  | Größe 1993 | Größe 2017 | Himmelsrichtung | Hangneigung | Hauptrebsorten          | Großlage            |
| --------- | ---------- | ---------- | --------------- | ----------- | ----------------------- | ------------------- |
| Mainleite | 18 ha      | 13 ha      | Süden, Südosten | 15–30 %     | Bacchus, Müller-Thurgau | Volkacher Kirchberg |